# Euclystis sublignaris
Euclystis sublignaris là một loài bướm đêm trong họ Erebidae.